# Piatti (Stradivarius)
Pour les articles homonymes, voir Piatti (homonymie).

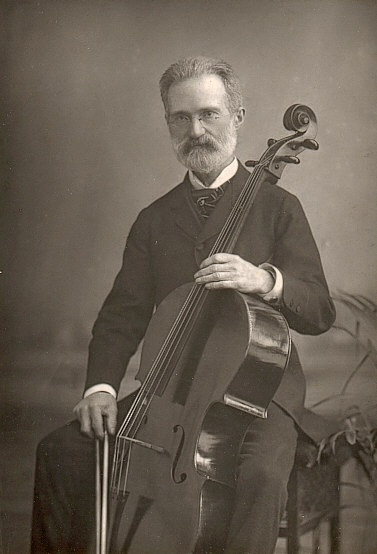
Carlo Alfredo Piatti.

Le Piatti est un violoncelle construit en 1720 par le luthier italien Antonio Stradivari.
Il doit son nom au violoncelliste du XIXe siècle Carlo Alfredo Piatti.
| Longueur                    | 75,9 cm |
| Largeur (partie supérieure) | 34,6 cm |
| Largeur (au centre)         |         |
| Largeur (partie inférieure) | 43,8 cm |

## Parcours
Voici le parcours connu de ce violon.
| Interprète           | Depuis | Avéré en | Jusqu'en |
| -------------------- | ------ | -------- | -------- |
| Carlo Alfredo Piatti | 1867   |          | 1901     |

| Propriétaire            | Depuis | Avéré en | Jusqu'en |
| ----------------------- | ------ | -------- | -------- |
| Allen Dowell            |        |          | 1821     |
| Reverend Booth          | 1821   |          |          |
| Samuel J. Pigott        | 1831   |          | 1853     |
| Charles Adolph Maucotel | 1853   |          | 1853     |
| Colonel Oliver          | 1853   |          | 1867     |
| Carlo Alfredo Piatti    | 1867   |          | 1901     |
| Robert von Mendelssohn  | 1901   |          |          |
| Francesco Mendelsohn    |        |          | 1972     |
| Marlborough Foundation  | 1972   |          | 1978     |
| Carlos Prieto           | 1978   |          |          |

## Source
1. ↑  (en) Base de données sur les instruments à cordes anciens